# Extragear
Extragear は KDE プロジェクトに関連した KDE のアプリケーション群である。様々な理由によりこれらのアプリケーションはメインの KDE ディストリビューションの一部になっていないが、それでも KDE プロジェクトの一部である。このことが、翻訳者やドキュメントの著者に対するこれらのアプリケーションの認知度を上げている。
アプリケーションが KDE モジュールの中に無い理由は複数考えられる。例えば
- 機能の重複
- （KSMSSend のように）非常に特殊

しかし主な理由は Extragear のアプリケーションが（kdelibs や kdebase などの）メインの KDE パッケージとは独立にリリースされることである。これによりメンテナは独自の開発スケジュールのもとで開発を続けられる。

## Extragear 内のアプリケーション一覧
現在 KDE Extragear にあるアプリケーション一覧の一部である。
- Amarok
- digiKam
- Filelight
- Gwenview
- K3b
- Kaffeine
- kdetv
- KPhotoAlbum
- Kile
- KMLDonkey
- Konversation
- KTorrent
- Yakuake
- KColorEdit
- KMPlayer
- KFTPGrabber
- KuickShow
- KPlayer
- KIconEdit